# Bernard Lievegoed
Bernardus Cornelis Johannes Lievegoed (Medan, 2 september 1905 – Zeist, 12 december 1992) was een Nederlands psychiater, pedagoog, hoogleraar, organisatiedeskundige en antroposoof, die nauw betrokken was bij de ontwikkeling van de antroposofische beweging in Nederland.
Lievegoed was buitengewoon hoogleraar in de Sociale Pedagogie aan de Nederlandse Economische Hogeschool in Rotterdam, en later hoogleraar in de sociale bedrijfskunde aan de Technische Hogeschool Twente. Hij was internationaal bekend om zijn theorie over de ontwikkeling van organisaties.

## Levensloop
Lievegoed kwam in 1924 naar Nederland om in Groningen en Amsterdam medicijnen te gaan studeren. In 1931 begon Lievegoed de heilpedagogische instelling 'Het Zonnehuis' in Bosch en Duin, waarbij hij ook zijn vrouw Nel Schatborn betrok. In 1939 promoveerde hij op het proefschrift Maat, ritme, melodie. Grondslagen voor een therapeutisch gebruik van muzikale elementen.
Na de Tweede Wereldoorlog raakte hij betrokken bij de sociale herstructurering van de Nederlandse industrie. Hij werd in 1954 benoemd als buitengewoon hoogleraar in de Sociale Pedagogie aan de Nederlandse Economische Hogeschool in Rotterdam, waarna hij in 1963 hoogleraar in de sociale bedrijfskunde aan de Technische Hogeschool Twente werd. Lievegoed publiceerde onder andere over organisatieontwikkeling en heilpedagogie.
In 1963 inspireerde Lievegoed de antroposofen Coen van Houten, Jack Moens, Lex Bos, Koos Kraak en Hans von Sassen om het NPI op te richten onder de naam Nederlands Pedagogisch Instituut voor het Bedrijfsleven. Het overkoepelende orgaan van het NPI, de Stichting tot bevordering van de sociale pedagogie, ging in 2010 failliet. Het NPI maakte na de faling in 2010 een doorstart met voormalige werknemers.
Lievegoed was van 1961 tot 1975 voorzitter van de Antroposofische Vereniging in Nederland. In 1971 werd hij rector van de Vrije Hogeschool in Zeist.

## Werken
- Maat, ritme, melodie. Grondslagen voor een therapeutisch gebruik van muzikale elementen (1939), Zeist 1983
- Ontwikkelingsfasen van het kind (1946), Zeist 1990
- Organisaties in ontwikkeling (1969), Rotterdam Lemniscaat
- De levensloop van de Mens (1976), Rotterdam Lemniscaat (vele herdrukken)
- Naar de 21e eeuw (1976), Zeist 1986
- Samenwerkingsvormen (1977), Zeist 1988
- Mens op de drempel (1983), Zeist 1990
- Bezinning op de grondsteen, Amsterdam 2018
- Inwijdingswegen. Rudolf Steiners impulsen voor de innerlijke ontwikkeling, Amsterdam 2019
- Lezingen en essays 1953-1986, Zeist 1987
- Mensheidsperspectieven, Zeist 1990
- Het oog van de naald, Uitgeverij Vrij Geestesleven Zeist 1991
- Over de redding van de ziel, Uitgeverij Vrij Geestesleven Zeist 1993 (gedicteerd aan Jelle van der Meulen, en postuum verschenen)

## Vernoemingen
In Zutphen is een straat naar hem genoemd in de wijk Leesten. Te Maastricht zijn een middelbare school en een lagere school naar Lievegoed vernoemd. De Vrije Hogeschool kreeg de naam 'Bernard Lievegoed University'. In Bilthoven zetelt 'Lievegoed', een stichting voor antroposofische zorg.